# Edith Wilson
Edith Bolling Galt Wilson (Wytheville, 5 ottobre 1872 – Washington, 28 dicembre 1961) è stata una first lady statunitense.

## Biografia

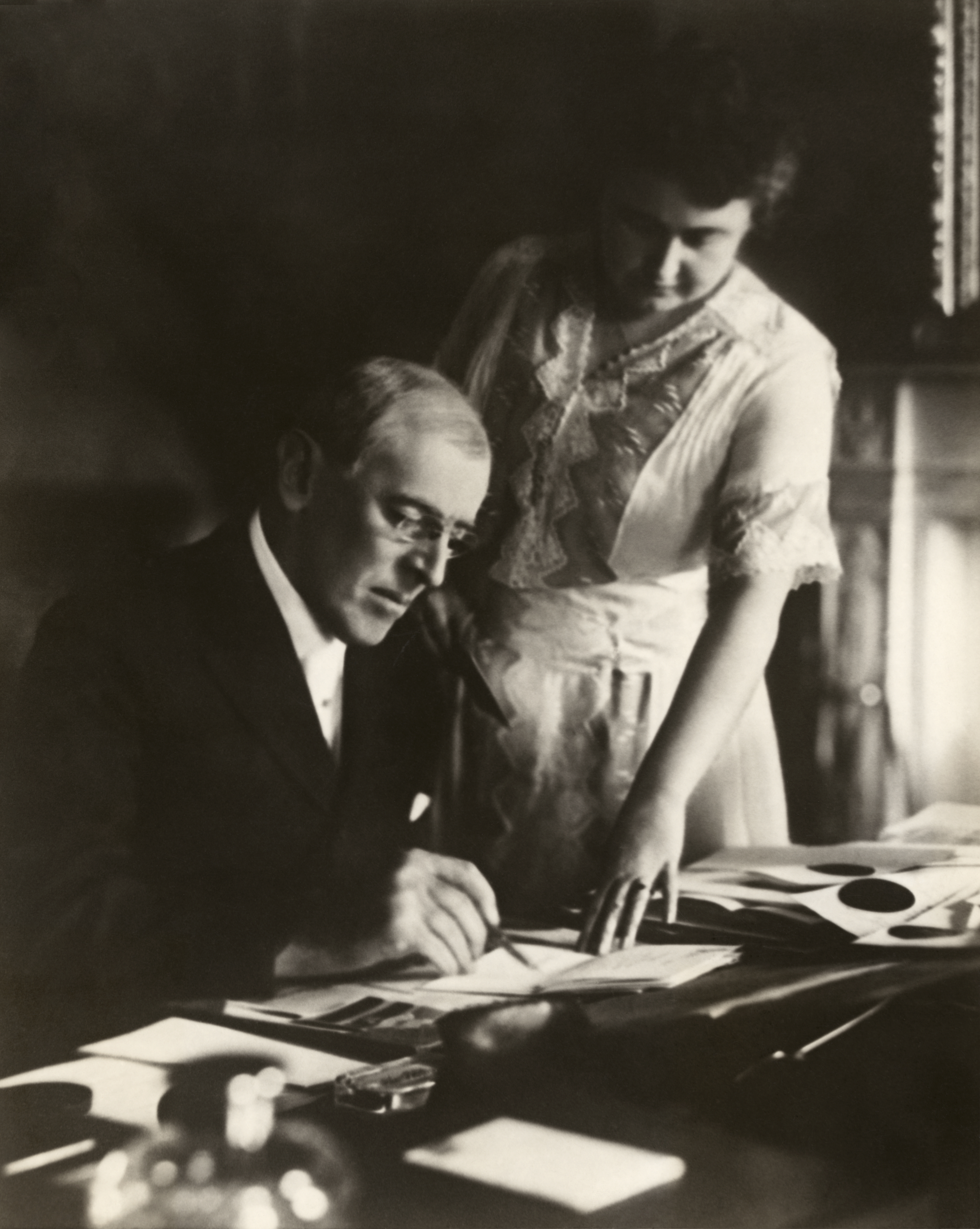
Una delle prime fotografie della coppia presidenziale

Figlia di William Holcombe Bolling e Sallie White Bolling, Edith Bolling Galt era discendente di Pocahontas da parte di nonno. Edith sposò il facoltoso gioielliere Norman Galt nel 1896. Nel 1903 ebbe un figlio da Galt, che però visse solo per pochi giorni e la lasciò incapace di poter affrontare altre gravidanze. Come se non bastasse  nel 1908 anche il marito morì inaspettatamente. Nel marzo 1915 la vedova Galt fu presentata al presidente Woodrow Wilson, vedovo a sua volta, da Helen Bones, cugina del presidente. Dopo una breve frequentazione, il presidente Wilson sposò la quarantatreenne Edith Bolling Galt il 18 dicembre 1915, a casa della sposa a Washington, davanti ad appena quaranta ospiti.
Edith Wilson morì il 28 dicembre 1961 per insufficienza cardiaca all'età di ottantanove anni, diventando la quarta first lady più longeva, dopo Bess Wallace Truman, Lady Bird Johnson e Betty Ford.

## Ruolo durante la malattia del marito
Nel mese di ottobre 1919 il presidente fu colpito da un ictus, al quale conseguì un lungo periodo di malattia e disabilità. In realtà la first lady fece credere a lungo che il presidente avesse bisogno solo di riposo e le sue condizioni di salute fossero buone, tacendo sull'entità del male del presidente. Di fatto la first lady fu l'unico canale di comunicazione fra il marito ed il Congresso, e di conseguenza era lei a decidere quali questioni fossero sufficientemente importanti da interrompere il riposo del presidente. Inoltre la first lady si oppose fortemente al fatto che il potere potesse essere assunto dal vicepresidente Thomas Riley Marshall, benché nelle proprie memorie descrivesse il proprio ruolo durante la malattia del marito come un ruolo di semplice amministrazione. Per tali ragioni fu etichettata come "Presidente segreto" e "la prima donna a governare". Alcuni addirittura fanno riferimento a lei come al "primo presidente donna degli Stati Uniti".
Le circostanze della disabilità del presidente Wilson, insieme a una serie di situazioni precedenti, come gli attentati a Lincoln e Garfield, che in entrambi i casi portarono alla morte dei presidenti, o l'attacco di cuore e l'ictus di Eisenhower, portarono alla adozione delle disposizioni del XXV emendamento della Costituzione degli Stati Uniti d'America nel 1965, che prevedeva come bisognava procedere nel caso in cui il presidente fosse diventato invalido.